# Martin Hongla
Martin Hongla (Yaoundé, 16 de março de 1998) é um futebolista camaronês que atua como volante. Atualmente joga no Granada.

## Biografia
Começou a formar-se como futebolista na academia fundada por Blaise Nkufo em Yaoundé. Em 2016 chegou a granada para autuar pela pedreira do clube. Ele fez sua estreia em 21 de agosto de 2016, como titular no jogo, que terminou com um resultado de empate para um, contra o Atlético Mancha Real. A 28 de Janeiro de 2017, foi convocado pela primeira equipa, chegando a jogar os 90 minutos de jogo contra o Villarreal na liga.